# Guennadi Straj
Guennadi Straj –en ruso, Геннадий Страх– es un deportista soviético que compitió en vela en la clase Soling. Ganó una medalla de plata en el Campeonato Mundial de Soling de 1984 y dos medallas de plata en el Campeonato Europeo de Soling, en los años 1983 y 1989.

## Palmarés internacional
| \| Campeonato Mundial \| Campeonato Mundial \| Campeonato Mundial \| Campeonato Mundial \| \| Año \| Lugar \| Medalla \| Clase \| \| ------------------ \| ------------------------ \| ------------------ \| ------------------ \| \| 1984 \| Torbole (Italia) \| Medalla de plata \| Soling \| \| Campeonato Europeo \| \| \| \| \| Año \| Lugar \| Medalla \| Clase \| \| 1983 \| Medemblik (Países Bajos) \| Medalla de plata \| Soling \| \| 1989 \| Oslo (Noruega) \| Medalla de plata \| Soling \| |                          |                  |        |
| Campeonato Mundial |                          |                  |        |
| Año | Lugar                    | Medalla          | Clase  |
| 1984 | Torbole (Italia)         | Medalla de plata | Soling |
| Campeonato Europeo |                          |                  |        |
| Año | Lugar                    | Medalla          | Clase  |
| 1983 | Medemblik (Países Bajos) | Medalla de plata | Soling |
| 1989 | Oslo (Noruega)           | Medalla de plata | Soling |